# Emily Robison

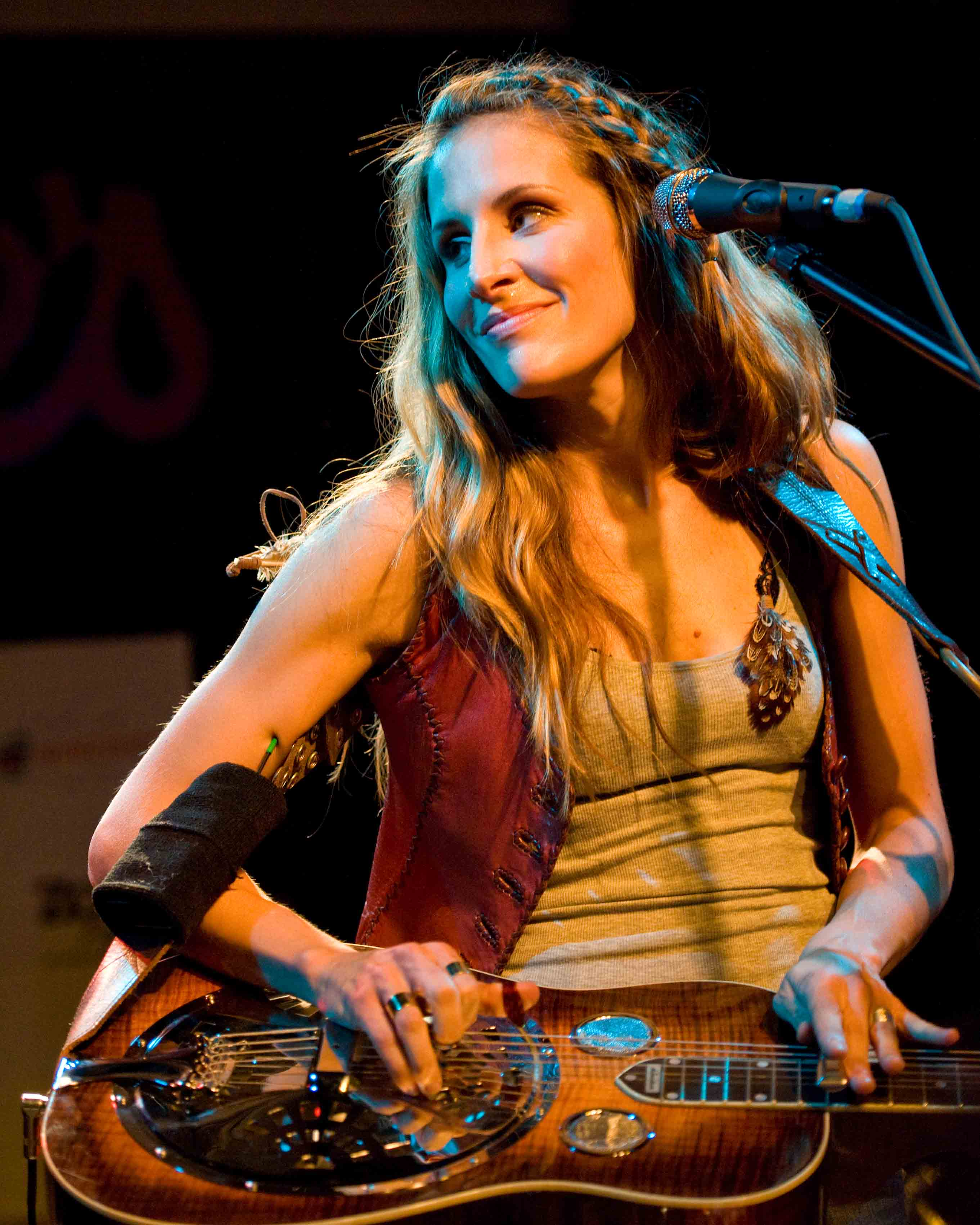
Emily Robison (2010)

Emily Robison, nascida Emily Burns Erwin (Massachusetts, 16 de agosto de 1972) é uma cantora e compositora estadunidense, membro do grupo country Dixie Chicks. A cantora toca vários instrumentos, como guitarra e banjo.
Emily foi criada no Texas e seus pais eram Barbara Trask e Paul Erwin. É casada desde 1 de maio de 1999 com Charlie Robison, pai dos seus três filhos: Charles Augustus, nascido a 11 de novembro de 2002, e os gémeos Henry Benjamin e Juliana Tex, nascidos a 14 de abril de 2005. É liga a ONG PETA.